# Vindelle
Vindelle é uma comuna francesa na região administrativa da Nova Aquitânia, no departamento de Charente. Estende-se por uma área de 33,35 km². Em 2010 a comuna tinha 1 105 habitantes (densidade: 101,1 hab./km²).